# Breakwater (album)
Breakwater – album kompilacyjny zawierający nagrania radiowe zespołu Breakwater, zarejestrowane w latach 1979–1980 w studiach PR Opole, PR Lublin i PR Szczecin. Wydany nakładem wydawnictwa Gad Records.

## Lista utworów[2]
1. „W niedzielę” (muz. Breakwater) – 6:09
2. „Kolęda” (muz. Andrzej Winnicki) – 6:36
3. „Falochron” (muz. Andrzej Winnicki) – 4:48
4. „Looking Out for Number 7” (muz. Tom Scott, aranżacja Krzysztof Medyna) – 4:23
5. „Pilot Pirx” (muz. Krzysztof Medyna) – 8:02
6. „Obłok Magellana” (muz. Andrzej Winnicki) – 6:48
7. „Brak kwater” (muz. Andrzej Winnicki) – 8:47
8. „Duet i już” (muz. Andrzej Winnicki) – 2:43
9. „Temat z końcówką” (muz. Andrzej Winnicki) (bonus) – 6:06
10. „Pierwsza odpowiedź się liczy” (muz. Andrzej Winnicki) (bonus) – 6:44

## Składy zespołu[2]
- Krzysztof Medyna – saksofon sopranowy i tenorowy
- Andrzej Winnicki – instrumenty klawiszowe
- Marek Kazana – saksofon altowy (1-7, 9)
- Bogusław „Fuciek” Fortunka – gitara basowa (1-7, 9)
- Zbigniew Wrombel – kontrabas (10)
- Stanisław Kasprzyk – perkusja (1-3, 9)
- Józef Eliasz – perkusja (4-7, 10)

## Opracowanie[2]
- Michał Wilczyński – producent
- Łukasz Hernik – współproducent, projekt graficzny
- Andrzej Poniatowski – mastering
- Marek Karewicz – zdjęcie na okładce
- Marek Karewicz, Andrzej Winnicki – zdjęcia
- Przemysław Pomarański – obróbka zdjęć